# Megaconus
Megaconus es un género extinto de protomamíferos del Jurásico Medio. La especie tipo, Megaconus mammaliaformis fue descrita en la revista Nature en 2013. Se cree que era omnívoro y tenía características de reptil como poner huevos como los monotremas y de mamífero como tener piel y pelo suave, tiene rasgos típicos de los mamíferos, su tamaño era el aproximado de una rata. Se cree que era omnívoro, masticaba plantas con sus molares, también pudo haber comido insectos y otros mamíferos y animales pequeños.  

## Taxonomía
Sus fósiles fueron encontrados en la formación Tiaojishan de Mongolia Interior, China,y su descubrimiento logró completar el rompecabezas de la evolución de los mamíferos.